# مشکل بدذات
مسئله بدذات یا بدجنس (به انگلیسی: Wicked Problem) در برنامه‌ریزی و سیاست‌گذاری، مسئله یا مشکلی است که حل آن به دلیل ملزومات ناقص، متغیر و ناسازگاری که عموماُ به سختی شناسایی می‌شوند، دشوار یا ناممکن است. مسئله بدذات به موضوع یا مشکلی اشاره دارد که حل‌شدنی نیست، و هیچ راه‌حل خاصی برایش وجود ندارد. بنا بر تعریف، Wicked در این ترکیب به اشاره به معنای «مقاومت در برابر حل‌شدن» دارد و نه شرورانه و شیطانی. بدین معنی، مسئله بدذات چنان ویژگی‌هایی در ذات و جنس خود دارد که به سادگی نمی‌توان به راه‌حل آن اندیشید. تعریفی دیگر از مشکل بدجنس «مسئله‌ای است که پیچیدگی اجتماعی آن به این معناست که نقطهٔ توقف تعیین‌شدنی ندارد». علاوه بر این، به دلیل وابستگی‌های متقابل پیچیده، تلاش برای حل یک جنبه از مشکل بدذات ممکن است مشکلات دیگری را آشکار یا ایجاد کند.
این عبارت در اصل در برنامه‌ریزی اجتماعی استفاده می‌شد. مفهوم مدرن آن در سال ۱۹۶۷ میلادی توسط سی. وست چرچمن در سرمقالهٔ میهمان که چرچمن در نشریهٔ مدیریت علوم نوشت، پیشنهاد شد، حال یا با تکرار واژه‌سازی خودش یا در پاسخ به استفاده قبلی از این دانش‌واژه توسط هورست ریتل. در هر حال منشأ نامشخص است. چرچمن مسئولیت اخلاقی تحقیق در عملیات در قبال «اطلاع دادن به مدیر که در چه جنبه‌ای راه‌حل‌های ما در رام کردن مشکلات بدذات او شکست خورده است» را به بحث گذاشت. ریتل و ملوین ام. وبر به‌طور رسمی مفهوم مسائل بدذات را در رساله‌ای در سال ۱۹۷۳ میلادی تشریح کردند و مشکلات «بدذات» را با مسائل نسبتاً «سربه‌راه» و حل‌پذیر در ریاضیات، شطرنج یا پازل مقایسه کردند.

## ویژگی‌ها
قاعده‌سازی ریتل و وبر در سال ۱۹۷۳ از مشکل بدذات در برنامه‌ریزی سیاست اجتماعی ده ویژگی را مشخص کرد:
1. هیچ قاعدهٔ قطعی برای یک مشکل بدذات وجود ندارد: «اطلاعات مورد نیاز برای درک مشکل به ایدهٔ فرد برای حل آن بستگی دارد. این به این معناست که: برای توصیف یک مشکل شرورانه با جزئیات کافی، باید فهرستی جامع برای همه راه‌حل‌های قابل تصور پیش از موعد ایجاد کرد».[۶]
2. مشکلات بدذات هیچ زمان توقفی ندارند: «در حل یک مشکل ساده، مشکل‌گشا می‌داند که چه زمانی کار خود را انجام داده است. معیارهایی وجود دارد که نشان می‌دهد چه زمانی راه‌حل یا راه‌حلی پیدا شده است. با مشکلات بدذات هرگز به راه حل «نهایی»، «کامل» یا «کاملاً صحیح» نمی‌رسید – زیرا هیچ معیار عینی برای آن ندارید. مشکل به‌طور مداوم در حال تحول و جهش است. زمانی که منابع شما تمام می‌شود، زمانی که نتیجه به‌طور ذهنی «به اندازهٔ کافی خوب» تلقی می‌شود یا زمانی که احساس می‌کنیم «آنچه را که می‌توانستیم» انجام داده‌ایم، می‌توانیم بگوییم کار ما به اتمام رسیده است».[۶]
3. راه‌حل‌ها برای مشکلات بدذات درست یا غلط نیستند، بلکه بهتر یا بدتر هستند: «معیارهای قضاوت دربارهٔ اعتبار یک «راه‌حل» برای یک مشکل بدذات، به شدت به ذی‌نفعان وابسته است. با این حال، قضاوت‌های ذی‌نفعان مختلف احتمالاً به‌طور گسترده‌ای متفاوت است تا با منافع گروهی یا شخصی، مجموعه‌های ارزشی خاص و تمایلات ایدئولوژیک آنها مطابقت داشته باشد. ذی‌نفعان مختلف راه‌حل‌های مختلف را بهتر یا بدتر می‌بینند.»[۶]
4. هیچ راه فوری و نهایی برای آزمون راه‌حل یک مشکل بدذات وجود ندارد: «هر راه‌حلی، پس از اجرا، امواجی از پیامدها را در یک دوره زمانی طولانی (عملاً نامحدود) ایجاد خواهد کرد. علاوه بر این، پیامدهای روز بعد راه‌حل ممکن است عواقب کاملاً نامطلوبی داشته باشد که سنگینی آن بیشتر از مزایای مورد نظر یا مزایای انجام شده کنونی باشد.»[۶]
5. هر راه‌حل برای یک مشکل بدذات بسیار مهم است؛ زیرا فرصتی برای یادگیری از طریق آزمون و خطا وجود ندارد و هر تلاش اهمیت بسیاری دارد: «هر راه‌حل اجرا شده نتیجه دارد و «ردپایی» از خود بر جای می‌گذارد که قابل بازگرداندن نیست و هر تلاشی برای تغییر یک تصمیم یا تصحیح عواقب نامطلوب، مجموعه‌ای دیگر از مشکلات بدذات را ایجاد می‌کند.»[۶]
6. مشکلات بدذات مجموعه‌ای از راه حل‌های بالقوه قابل شمارش (یا به‌طور کلی قابل توصیف) و همچنین مجموعه‌ای از عملیات مجاز توصیف شده خوبی ندارند که ممکن است در طرح گنجانده شود: «هیچ معیاری وجود ندارد که فرد را قادر سازد که ثابت کند تمام راه‌حل‌های یک مشکل بدذات شناسایی و در نظر گرفته شده است. ممکن است به دلیل تناقضات منطقی در «تصویر» مشکل، راه‌حلی پیدا نشود.»[۶]
7. هر مشکل بدذاتی اساساً منحصربه‌فرد است: «هیچ طبقه‌ای از مشکلات بد وجود ندارد به این معنا که اصول راه‌حل را می‌توان به گونه‌ای توسعه داد که برای همه اعضای آن طبقه مناسب باشد. همچنین بخشی از هنر مقابله با مشکلات بدذات، هنر این است که خیلی زود متوجه نشویم کدام نوع راه‌حل را باید اعمال کنیم.»[۶]
8. هر مشکل بدذاتی می‌تواند که نشانه یک مشکل دیگر در نظر گرفته شود: «همچنین بسیاری از جنبه‌های درونی یک مشکل بدذات را می‌توان نشانه‌های دیگر جنبه‌های داخلی همان مشکل دانست. مقدار زیادی از علیت متقابل و حلقوی دخیل است و مشکل دارای سطوح علی بسیاری است که باید در نظر گرفته شود. برای تعیین سطح مناسبی از انتزاع مورد نیاز برای تعریف مسئله، قضاوت‌های پیچیده‌ای مورد نیاز است.»[۶]
9. وجود یک اختلاف که نشان‌دهنده یک مشکل بدذات است را می‌توان با روش‌های متعددی توضیح داد. انتخاب توضیح، ماهیت حل مشکل را تعیین می‌کند: «هیچ قانون یا روشی برای تعیین توضیح «صحیح» یا ترکیبی از توضیحات برای یک مشکل بدذات وجود ندارد. دلیل آن این است که در برخورد با مسائل شرور، چندین راه برای رد یک فرضیه وجود دارد.»[۶]
10. برنامه‌ریز اجتماعی حق ندارد که اشتباه کند (یعنی برنامه‌ریزان مسئول عواقب اقداماتی هستند که ایجاد می‌کنند): «در علم سخت، محقق مجاز است فرضیه‌هایی را مطرح کند که بعداً رد می‌شوند. در واقع، تولید و رد چنین فرضیه‌هایی است که نیروی محرکه اصلی پشت توسعه علمی است. برای فرضیه‌هایی که اشتباه از آب در می‌آیند، کسی جریمه نمی‌شود. در دنیای مشکلات بدذات، چنین مصونیتی قابل تحمل نیست. در اینجا هدف، یافتن حقیقت نیست، بلکه بهبود بخشی از ویژگی‌های دنیایی است که مردم در آن زندگی می‌کنند. برنامه‌ریزان مسئول عواقب اقداماتی هستند که ایجاد می‌کنند.»[۶]

کانکلین بعداً مفهوم بدذاتی مشکل را به حوزه‌هایی غیر از برنامه‌ریزی و سیاست تعمیم داد. ویژگی‌های تعیین‌کنندهٔ کانکلین عبارتند از:
1. مشکل تا پس از قاعده‌سازی راه‌حل قابل درک نیست.
2. مشکلات بدذات هیچ زمان توقفی ندارند.
3. راه‌حل‌ها برای مشکلات بدذات درست یا غلط نیستند.
4. هر مشکل بدذاتی اساساً جدید و منحصربه‌فرد است.
5. هر راه‌حل برای یک مشکل بدذات بسیار مهم است و در آن راه برگشتی وجود ندارد.
6. مشکلات بدذات راه‌حل‌های جایگزینی ندارند.

## مثال
نمونه‌های کلاسیک مشکلات بدذات شامل مسائل اقتصادی، زیست‌محیطی و سیاسی است. مشکلی که برای حل آن نیاز به تعداد زیادی از افراد برای تغییر طرز فکر و رفتارشان است، احتمالاً مشکلی شرورانه است؛ بنابراین، بسیاری از نمونه‌های استاندارد مشکلات شرورانه از حوزه‌های برنامه‌ریزی و سیاست‌گذاری عمومی می‌آیند. مثال‌هایی از مشکلات بدذات عبارتند از:
- چگونه باید به «جنگ علیه تروریسم» بپردازیم؟
- توسعهٔ علمی و فناوری چگونه باید اداره شود؟
- یک سیاست ملی خوب مهاجرت چیست؟
- چگونه می‌توانیم دموکراسی‌های واقعی را از دل رژیم‌های استبدادی بیرون بکشیم؟
- چگونه باید با جرم و خشونت در مدارس خود برخورد کنیم؟
- سازمان ما چگونه باید در مواجهه با آینده‌ای نامطمئن توسعه یابد؟

در کشور ایران نیز مشکلات متعددی نظیر تحریم‌های اقتصادی گریبان‌گیر ارکان مختلف کشور شده است. تحریم‌های اقتصادی در ایران را می‌توان به عنوان یک مشکل بدذات و شرور در نظر گرفت چون:
- این مشکل تعریف دقیق ندارد و از دیدگاه‌های مختلف می‌توان به آن نگاه کرد. برخی ممکن است تحریم‌ها را یک راهبرد سیاسی برای ایجاد فشار بر روی ایران بدانند، در حالی که برخی دیگر ممکن است تحریم‌ها را یک اقدام غیرقانونی و نامشروع علیه حقوق ملت ایران تلقی کنند.
- حل این مشکل آسان نیست و به تغییر نگرش و رفتار بسیاری از افراد و سازمان‌ها در سطح جهانی نیاز دارد. تحریم‌ها بر اساس قوانین و توافقات بین‌المللی تصویب و اجرا می‌شوند و برای رفع آن‌ها باید توافق جدیدی بین طرفین برقرار شود. اما هر طرف ممکن است شرایط و منافع خود را در این توافق مطرح کند و این ممکن است به تعارضات و مذاکرات طولانی منجر شود.
- این مشکل جدا از مسائل دیگر نیست و به مسائل اقتصادی، سیاسی، اجتماعی، فرهنگی و امنیتی ایران و جهان مرتبط است. تحریم‌ها تأثیرات منفی بسیاری بر روی اقتصاد و معیشت مردم ایران دارند و باعث افزایش فقر، بیکاری، تورم و ناپایداری می‌شوند. تحریم‌ها همچنین ممکن است روابط ایران با کشورهای دیگر را تحت تأثیر قرار دهند و باعث ایجاد تنش‌ها و بحران‌های منطقه‌ای شوند.

## پیش‌زمینه
ریتل و وبر این واژه را در زمینهٔ مشکلات سیاست اجتماعی ابداع کردند، عرصه‌ای که به دلیل فقدان تعریف روشن مشکل و دیدگاه‌های متفاوت ذی‌نفعان، نمی‌توان رویکرد صرفاً علمی-مهندسی را در آن به کار برد. به گفته آنها:
جستجوی مبانی علمی برای رویارویی با مشکلات سیاست اجتماعی به دلیل ماهیت این مشکلات ناکام خواهد ماند. مشکلات سیاست را نمی‌توان به‌طور قطعی توصیف کرد. علاوه بر این، در یک جامعه کثرت‌گرا هیچ چیز مانند خیر اجتماعی مسلم وجود ندارد. هیچ تعریف عینی از حقوق صاحبان سهام وجود ندارد. سیاست‌هایی که به مشکلات اجتماعی پاسخ می‌دهند، نمی‌توانند به‌طور معناداری درست یا نادرست باشند و صحبت از «راه‌حل‌های بهینه» برای این مشکلات بی‌معنی است؛ حتی بدتر از آن، هیچ راه‌حلی به معنای پاسخ‌های قطعی وجود ندارد.
بنابراین مشکلات بدذات نیز با موارد زیر مشخص می‌شوند:
1. راه‌حل بستگی به نحوه قالب‌بندی مسئله دارد و بالعکس (یعنی تعریف مسئله به راه‌حل بستگی دارد).
2. ذی‌نفعان دیدگاه‌های متفاوتی از جهان و چارچوب‌های متفاوتی برای درک مسئله دارند.
3. محدودیت‌هایی که مشکل در معرض آن است و منابع مورد نیاز برای حل آن در طول زمان تغییر می‌کند.
4. مشکل هرگز به‌طور قطعی حل نمی‌شود.

اگرچه ریتل و وبر این مفهوم را بر اساس سیاست اجتماعی و برنامه‌ریزی چارچوب‌بندی کردند، اما مشکلات بدذات در هر حوزه‌ای رخ می‌دهد که شامل ذی‌نفعان با دیدگاه‌های متفاوت است. با درک این موضوع، رایتل و کونز تکنیکی به نام سیستم اطلاعات مبتنی بر مسئله (IBIS) را توسعه دادند که مستندسازی منطق پشت تصمیم گروهی را به شیوه‌ای عینی تسهیل می‌کند.
یک موضوع تکرارشونده در ادبیات تحقیق و صنعت، ارتباط بین مشکلات بدذات و طراحی است. مشکلات مربوط به طراحی معمولاً بدذات هستند زیرا اغلب به شکل بدی تعریف می‌شوند (راه پیش‌بینی‌شده‌ای ندارند)، ذی‌نفعان با دیدگاه‌های مختلف را درگیر می‌کنند و راه‌حل «درست» یا «بهینه» ندارند. بنابراین مشکلات بدذات را نمی‌توان با استفاده از روش‌های استاندارد (یا شناخته‌شده) حل کرد. آنها خواستار راه‌حل‌های خلاقانه هستند.

## راهبردهای مواجهه با مشکلات بدذات
با رویکرد سنتی که در آن مسائل در مراحل متوالی تعریف، تجزیه، تحلیل و حل می‌شوند، نمی‌توان مشکلات بدذات را حل کرد. دلیل اصلی این امر این است که هیچ تعریف واضحی از مشکلات شرور وجود ندارد. در مقاله‌ای که در سال ۲۰۰۰ منتشر شد، نانسی رابرتز استراتژی‌های زیر را برای مقابله با مشکلات بذات شناسایی کرد که در سه دسته مقتدرانه، رقابتی و مشارکتی در کنار مدیریت حرفه‌ای سنتی طبقه‌بندی می‌شوند:

### ۱. راهبرد مقتدرانه
این راهبردها با سپردن مسئولیت حل مشکلات به دست چند نفر، به دنبال رام کردن مشکلات بدذات هستند. کاهش تعداد ذی‌نفعان، پیچیدگی مشکل را کاهش می‌دهد، زیرا بسیاری از دیدگاه‌های رقابتی در ابتدا حذف می‌شوند. در حالی که به نظر می‌رسد این مدل در شرایطی که وضع آشفته است، چیزهای زیادی برای ارائه در موضوع قاطعیت در تصمیم‌گیری دارد، اما اشکال عمده آن این است که برای تشخیص ماهیت مشکل و ابداع یک روش مؤثر به یک رهبر با کیفیت بالا متکی است. با این حال، مشکلات شرور طبیعتاً معمولاً فراتر از ظرفیت شناختی یک ذهن برای تشخیص یا درک هستند، به ویژه اگر از نظر فنی مسائل پیچیده‌ای باشند. به‌طور معمول، این مشکلات همچنین مستلزم تجزیه و تحلیل متفکرانه، گفتگو و اقدام از سوی ذی‌نفعان متأثر می‌باشد.

### ۲. راهبرد رقابتی
این استراتژی‌ها سعی می‌کنند با قرار دادن دیدگاه‌های متضاد در برابر یکدیگر، مشکلات بدذات را حل کنند و از طرف‌هایی که این دیدگاه‌ها را دارند، می‌خواهند راه‌حل‌های دلخواه خود را ارائه دهند. مزیت این رویکرد این است که راه حل‌های مختلف را می‌توان با یکدیگر سنجید و بهترین را انتخاب کرد. پویایی رقابتی این رویکرد، این پتانسیل را دارد که جستجو برای ایده‌های جدید در مورد مقابله با مشکلات را افرایش دهد. اما خطر ایجاد درگیری شدید بین طرفین وجود دارد که منابع را مصرف می‌کند و راه‌حل‌ها را به تأخیر می‌اندازد.

### راهبرد مشارکتی
راهبرد سوم به نوعی به نیاز به ورودی‌ها و بینش‌های متعدد را پاسخ می‌دهد: مشاوره عمومی یا مشارکت در تصمیم‌گیری. دلیل آن در ضرب‌المثلی خلاصه می‌شود که «چند فکر بهتر از یک فکر است». ابزارهای معمول آن شامل انتشار گسترده و دسترسی به اطلاعات است. جلسات عمومی و جلسات کم و بیش رسمی با ارائه کتبی و گزارش‌های موقت مستلزم کار مشترک بین سازمان‌های دولتی، خصوصی یا غیرانتفاعی می‌باشد. اما مشکل آن برعکس راهبرد مقتدرانه است، به این معنا که حتی اگر عموم جمعی قادر به کشف و انتقال دانش مربوطه باشند، تردید وجود دارد که بتواند این را در یک گزارش منسجم جمع کند.
نوع دیگری از مواجهه، نوع خاصی از راهبرد مقتدرانه رابرتز است: راهبرد «متخصص»، مشابه راهبرد مقتدرانه می‌باشد با این تفاوت که اساس اقتدار رهبر، دانش تخصصی در مورد دایره مشکل است. تا جایی که تخصص می‌تواند تأثیر بگذارد، ارزش آن نه از توانایی تشخیص مشکل، بلکه از درک اینکه چه سؤالاتی باید پرسیده شود و تحقیقات دنبال شود، ناشی می‌شود. باز هم، این شکل از مداخله از این واقعیت رنج می‌برد که، طبق تعریف، ماهیت مشکل فراتر از توانایی‌های فکری حتی باهوش‌ترین متخصصان است. مهم‌تر از آن، این واقعیت را نادیده می‌گیرد که تخصص فنی تنها نوع قابلیت مورد نیاز نیست. همچنین ظرفیت رهبری، سازماندهی و مدیریت اجرای پاسخ‌ها مورد نیاز است. انتظار داشتن همه این ویژگی‌ها در یک رهبر، درخواست بسیار زیادی است.
ریتل در مقاله خود در سال ۱۹۷۲، به یک رویکرد مشارکتی اشاره می‌کند. رویکردی که تلاش می‌کند افرادی را که تحت تأثیر قرار می‌گیرند را به مشارکت در فرایند برنامه‌ریزی دعوت کند و آنها فعالانه در فرایند برنامه‌ریزی مشارکت دارند. نقطه ضعف رویکرد این است که دستیابی به یک درک مشترک و تعهد برای حل یک مشکل بدذات، یک فرایند زمان‌بر است. مشکل دیگر این است که، در برخی مسائل، حداقل یک گروه از مردم ممکن است باور مطلقی داشته باشند که لزوماً با سایر باورهای مطلق که گروه‌های دیگر دارند در تضاد باشد. سپس تا زمانی که یک مجموعه از باورها نسبی شده یا به کلی کنار گذاشته شوند، همکاری غیرممکن می‌شود.
تحقیقات در دو دهه اخیر ارزش تکنیک‌های استدلال به کمک رایانه را در بهبود اثربخشی ارتباطات بین ذی‌نفعان نشان داده است. تکنیک دیالوگ نگاشت برای مقابله با مشکلات بد در سازمان‌ها با استفاده از رویکرد مشارکتی استفاده شده است. اخیراً، در یک مطالعه چهار ساله در مورد همکاری بین‌سازمانی در بخش‌های عمومی، خصوصی و داوطلبانه، مشخص شد که هدایت دولت به‌طور انحرافی یک همکاری موفق را تضعیف می‌کند و یک بحران سازمانی ایجاد می‌کند که منجر به فروپاشی یک ابتکار ملی می‌شود.

رابرت کنپ در کتاب «طراحی کامل برای مشکلات بدذات» اظهار داشت که راه‌هایی برای مقابله با مشکلات بدذات وجود دارد:
اولین مورد، تغییر اقدام در مورد مشکلات مهم از «حل» به «مداخله» است. به جای جست‌وجوی پاسخی که به‌طور کامل یک مشکل را از بین می‌برد، باید تشخیص داد که اقدامات در یک فرایند مداوم رخ می‌دهند و اقدامات بعدی همیشه مورد نیاز خواهد بود.

## ارتباط مشکلات بدذات

### روش‌های ساختاربندی مسئله
مقاله اصلی: روش‌های ساختاربندی مسئله
طیف وسیعی از رویکردها به نام روش‌های ساختاربندی مسئله (PSM) در تحقیقات عملیاتی از دهه ۱۹۷۰ برای رسیدگی به مشکلاتی که شامل پیچیدگی، عدم قطعیت و تضاد هستند، توسعه یافته‌اند. PSMها معمولاً توسط گروهی از افراد در همکاری (به جای یک فرد منفرد) برای ایجاد اجماع در مورد یا حداقل برای تسهیل مذاکرات در مورد آنچه باید تغییر کند، استفاده می‌شود. برخی از PSMهای به‌طور گسترده پذیرفته شده، شامل روش‌شناسی سیستم‌های نرم، رویکرد انتخاب استراتژیک و توسعه و تحلیل گزینه‌های استراتژیک (SODA) هستند.

## مفاهیم مرتبط

### آشفتگی‌ها و آشفتگی‌های اجتماعی
راسل ال. آکوف در مورد مشکلات پیچیده به عنوان آشفتگی نوشت: «هر مشکلی با مشکلات دیگر در تعامل است و بنابراین بخشی از مجموعه‌ای از مشکلات به نام سیستمی از مشکلات مرتبط به هم است. من تصمیم می‌گیرم که چنین سیستمی را آشفته بنامم.»
رابرت هورن با تعمیم به آکوف می‌گوید که: «یک آشفتگی اجتماعی مجموعه‌ای از مشکلات به هم مرتبط و آشفتگی‌های دیگر است. پیچیدگی - سیستم‌های سیستم‌ها - از جمله عواملی است که باعث می‌شود پیام‌های اجتماعی در برابر تجزیه و تحلیل و مهم‌تر از آن در برابر حل، مقاومت کنند.»
به گفته هورن، ویژگی‌های تعیین‌کننده یک آشفتگی اجتماعی عبارتند از:
1. بدون دیدگاه «صحیح» منحصربه‌فرد از مشکل.
2. دیدگاه‌های متفاوت در مورد مشکل و راه‌حل‌های متناقض.
3. بیشتر مشکلات به مشکلات دیگر مرتبط است.
4. داده‌ها اغلب نامشخص یا گم شده‌اند.
5. تضادهای چندگانه ارزشی؛
6. محدودیت‌های ایدئولوژیک و فرهنگی؛
7. محدودیت‌های سیاسی؛
8. محدودیت‌های اقتصادی؛
9. اغلب تفکر منطقی یا غیرمنطقی یا چندارزشی.
10. نقاط مداخله ممکن متعدد؛
11. عواقبی که تصور آن دشوار است.
12. عدم قطعیت قابل توجه، ابهام؛
13. مقاومت زیاد در برابر تغییر؛
14. حل‌کننده (های) مشکل با مشکلات و راه‌حل‌های بالقوه تماس ندارند.

### مسائل واگرا و همگرا
ای.اف. شوماخر در کتاب خود به نام راهنمای افراد سرگشته بین مسائل واگرا و همگرا تمایز قائل می‌شود. مسائل همگرا آنهایی هستند که راه حل‌های فکرشده به تدریج بر روی یک راه‌حل یا پاسخ همگرا می‌شوند. مسائل واگرا، مسائلی هستند که پاسخ‌های مختلف به نظر می‌رسد هر چه بیشتر توضیح داده می‌شوند، به‌طور فزاینده‌ای با یکدیگر در تضاد هستند و نیازمند رویکرد متفاوتی است که مستلزم مهارت‌های درجه بالاتری مانند عشق و همدلی است.

### مشکلات فوق بدذات
کلی لوین، بنجامین کشور، گریم آولد و استیون برنشتاین تمایز بین «مشکلات بدذات» و «مشکلات فوق بدذات» را در مقاله کنفرانسی در سال ۲۰۰۷ معرفی کردند، که در سال ۲۰۱۲ در مقاله‌ای در ژورنال در علوم سیاست به آن بیشتر پرداخت شد. آنها در بحث خود از تغییرات آب و هوایی جهانی، مشکلات فوق بدذات را با ویژگی‌های اضافی زیر تعریف می‌کنند:
1. مهلت زمانی قابل توجهی برای یافتن راه‌حل وجود دارد.
2. هیچ مقام مرکزی مختص به یافتن راه‌حل وجود ندارد.
3. کسانی که به دنبال حل مشکل هستند نیز باعث آن می‌شوند.
4. برخی سیاست‌ها به‌طور غیرمنطقی مانع پیشرفت آینده می‌شوند.

در حالی که مواردی که یک مشکل بدذات را تعریف می‌کنند به خود مشکل مربوط می‌شوند، مواردی که یک مشکل فوق بدذات را تعریف می‌کنند مربوط به عاملی است که سعی در حل آن دارد. گرمایش جهانی یک مشکل فرابدذات است و نیاز به مداخله برای گرایش به منافع بلندمدت ما نیز توسط دیگران از جمله ریچارد لازاروس مورد توجه قرار گرفته است.